# Proutia rotunda
Proutia rotunda is een vlinder uit de familie zakjesdragers (Psychidae). De wetenschappelijke naam van deze soort is voor het eerst geldig gepubliceerd in 1990 door Esko Suomalainen.
De soort komt voor in Europa.

## Type
- type: niet gespecificeerd.
- typelocatie: "Finland, A1, Lemland, Vesteränga"[1]